# Kasztel (budynek)

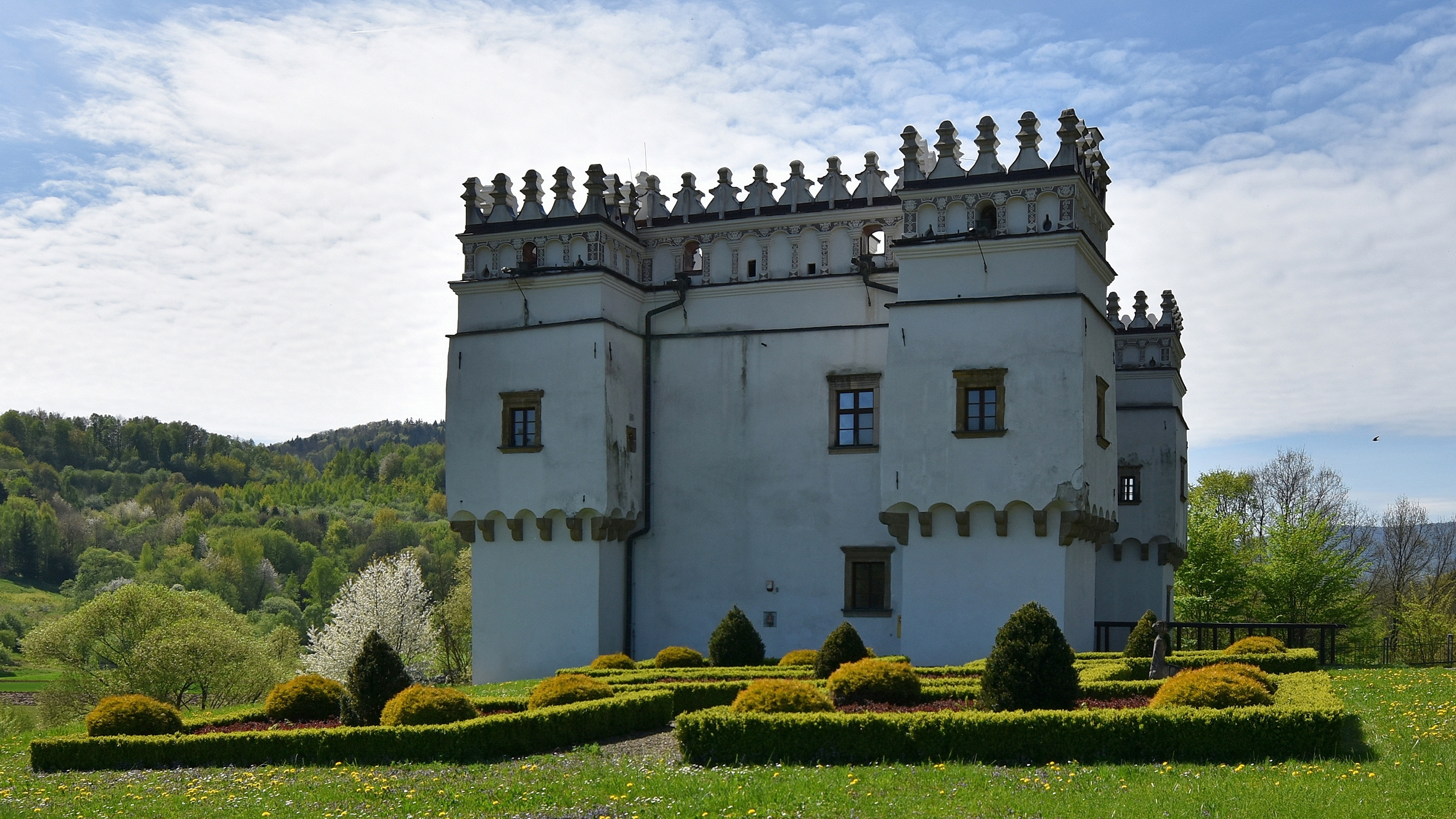
Kasztel w Szymbarku

Kasztel (łac. castellum) – w średniowieczu gród, zamek warowny lub nieduża twierdza, znajdujący się na terenie kasztelanii, siedziba kasztelana.

## Historia
Siedzibą kasztelanii i kasztelanów najczęściej były grody, zamki warowne lub nieduże twierdze, nazywane też kasztelami, pełniły one funkcję reprezentacyjną, mieszkalną i obronną. Obiekty tego typu najczęściej można było spotkać w Polsce, Czechach i na Słowacji.
Nazwa „kasztel” często (szczególnie na Słowacji) służyła do opisywania renesansowego dworu obronnego. Mianem kasztelu określane są na świecie również fortyfikacje z okresu Imperium rzymskiego – castellum.